# Bilbao-prijs voor de Bevordering van een Cultuur van Mensenrechten
De Bilbao-prijs voor de Bevordering van een Cultuur van Mensenrechten wordt sinds 1978 door de UNESCO uitgereikt.

## Achtergrond
De prijs is bedoeld als eerbewijs voor organisaties en personen die door de ontwikkeling en bevordering van kennis op het gebied van de rechten van de mens een bijzondere bijdrage hebben geleverd aan het opbouwen van een cultuur van mensenrechten.
Een internationale jury van vijf publieke figuren uit verschillende mondiale regio's maakt een selectie uit de lijst met kandidaten. Hieruit kiest de directeur-generaal van de UNESCO vervolgens de prijswinnaar en de personen of organisaties die een eervolle vermelding krijgen.

## Naam en prijzengeld
De Bilbao-prijs werd in 1978 opgezet onder de naam UNESCO Prijs voor Mensenrechtenonderwijs, om de 30e verjaardag te markeren van de ondertekening van de Universele verklaring van de rechten van de mens.
Op 5 mei 2008 werd de naam veranderd toen burgemeester Iñaki Azkuna van Bilbao in Spaans Baskenland toezegde dat de gemeente Bilbao zou zorgen voor het prijzengeld van 25.000 dollar. De prijswinnaar wordt om de twee jaar op de Dag van de mensenrechten (10 december) bekendgemaakt.

## Prijswinnaars
| Jaar | prijsdrager                                                 | land        |
| ---- | ----------------------------------------------------------- | ----------- |
| 1978 | Mümtaz Soysal                                               | Turkije     |
| 1979 | Paul Morren                                                 | België      |
| 1981 | Ali Sadek Abou-Heif                                         | Egypte      |
| 1983 | Felix Ermacora                                              | Oostenrijk  |
| 1986 | Héctor Fix Zamudio                                          | Mexico      |
| 1988 | Permanent Assemblee van de Mensenrechten                    | Bolivia     |
| 1990 | Václav Havel                                                | Tsjechië    |
| 1992 | Arabisch Instituut van Mensenrechten                        | Tunesië     |
| 1994 | José Zalaquett Daher                                        | Chili       |
| 1994 | Filipijnse Commissie van Mensenrechten                      | Filipijnen  |
| 1996 | Jean-Bertrand Aristide                                      | Haïti       |
| 1998 | Michael Kirby                                               | Australië   |
| 2000 | Neurenberg                                                  | Duitsland   |
| 2002 | Mexicaanse Academie voor Mensenrechten                      | Mexico      |
| 2004 | Vitit Muntarbhorn                                           | Thailand    |
| 2006 | Centrum voor Mensenrechten van de Universiteit van Pretoria | Zuid-Afrika |
| 2008 | Stéphane Hessel                                             | Frankrijk   |
| 2010 | Asma Jahangir                                               | Pakistan    |
| 2012 | Desmond Tutu                                                | Zuid-Afrika |